# Paula Carsí
Paula Carsí de la Concepción (Valencia, 7 de junio de 1994) es una ingeniera aeroespacial española. Desde 2022, es la directora de innovación en Producción de Ford Europa. En 2020, recibió el premio de la Asociación de Empresarias y Profesionales de Valencia (EVAP) Joven Talento a su trayectoria.

## Trayectoria
Fue una estudiante de altas capacidades intelectuales que realizó dos cursos de la Educación Secundaria Obligatoria (ESO) en un solo año. Estudió ingeniería aeroespacial en la Universidad Politécnica de Valencia y se licenció en 2015. Posteriormente, realizó un máster en Aeronáutica en la Universidad de Oklahoma de Estados Unidos. Hizo un curso de Ingeniería de Competición de Fórmula 1, formando parte del equipo Formula Student.
Inició su carrera profesional trabajando como ingeniera de aerodinámica y control en Spania GTA, empresa de fabricación de coches deportivos de lujo. Posteriormente, trabajó en un proyecto en el sector aeroespacial en la Agencia Espacial Europea en la empresa Comet Ingeniería, ubicada en Valencia.
Comenzó a trabajar en la empresa Ford España con sede en Almusafes, Valencia, en febrero de 2016, donde tres años más tarde, pasó a ser gerente en el departamento de Fabricación, Ingeniería y Nuevas Tecnologías de la planta, donde tiene diez ingenieros a su cargo.
En 2016 comenzó a desarrollar junto a su equipo, robots colaborativos con el objetivo de mejorar los procesos de fabricación de Ford España. En 2019 implementó alrededor de 40 'corobots' operativos, en esa misma planta de producción.
En 2018, Carsí se convirtió en la gerente de ingeniería más joven de la planta de Ford España. Pocos años más tarde, en 2022 se convirtió en la gerente del equipo de Innovación de Ford Europa.
Carsí ha combinado su trabajo con el fútbol. Comenzó a jugar fútbol a los siete años. Formó parte del equipo Levante Unión Deportiva (femenino) desde 2009 a 2015, como centrocampista y del que ha sido capitana durante varios años. También fue parte del equipo Mislata Club de Fútbol, entre 2015 y 2021.
Además, ha sido invitada a diferentes eventos para contar su experiencia profesional relacionada con la innovación y la robótica. así como para impulsar el estudio de las carreras STEM por parte del talento femenino.

## Reconocimientos
En 2020, la Asociación de Empresarias y Profesionales de Valencia (EVAP) le concedió el Premio Joven Talento. Estos reconocimientos tienen como objetivo "dotar de visibilidad a las mujeres profesionales que sirven de modelo para el presente y para las futuras generaciones".Desde 2004, los Premios EVAP han reconocido anualmente a más de 50 mujeres en 5 categorías diferentes. La categoría del premio en la que se reconoció a Carsí se creó en el año 2019 para reconocer y dar visibilidad a mujeres que tengan como máximo 35 años y que hayan destacado con sus proyectos empresariales y profesionales.
En 2022, Carsí formó parte de la exposición de fotografías itinerante Mujeres ingenieras de éxito, que busca visibilizar el legado de mujeres ingenieras relevantes en la historia.